# IC 1013
IC 1013 ist eine linsenförmige Galaxie vom Hubble-Typ S0 im Sternbild Bärenhüter am Nordsternhimmel. Sie ist schätzungsweise 201 Millionen Lichtjahre von der Milchstraße entfernt.
Das Objekt wurde am 16. Juni 1892 vom französischen Astronomen Stéphane Javelle entdeckt.